# Courant Sainte-Marie
Courant Sainte-Marie är ett vattendrag i Kanada.   Det ligger i provinsen Québec, i den sydöstra delen av landet, 170 km öster om huvudstaden Ottawa. Courant Sainte-Marie ligger vid sjön Mare au Diable.
Runt Courant Sainte-Marie är det i huvudsak tätbebyggt. Runt Courant Sainte-Marie är det mycket tätbefolkat, med 1 411 invånare per kvadratkilometer.